# 陈遵妫
陈遵妫（1901年9月16日—1991年2月2日），字志元，男，福建福州人，中国天文学家。

## 生平
1926年毕业于东京高等师范学校数学系，同年回国，曾任北京天文馆第一任馆长。

## 著作
- 《中国古代天文学简史》上海人民出版社1955年3月初版[3]
- 《中國古代天文學成就》、《清朝天文儀器簡說》，中華全國科學技術普及協會1955年11月初版
- 《中國天文學史》，上海人民出版社1982-1989年（平裝四冊）2006年重印（平裝三冊[]）2016年重印（精裝兩冊 （页面存档备份，存于）），台灣明文書局1987年8月初版，1998年2月再版（平裝六冊），ISBN 9579364273